# ميلينا دوتشكوفا
ميلينا دوتشكوفا (من مواليد 25 أبريل 1952 في براغ) لاعبة غطس أولمبية من تشيكوسلوفاكيا، شاركت في الألعاب الأولمبية الصيفية 1968 في مدينة مكسيكو، حيث حصلت على الميدالية الذهبية في منصة الغطس. حصلت على الميدالية الفضية في عام 1972.

## روابط خارجية
- ميلينا دوتشكوفا على موقع الاتحاد الدولي للسباحة (الإنجليزية)
- ميلينا دوتشكوفا على موقع قاعة مشاهير السباحة العالمية (الإنجليزية)
- ميلينا دوتشكوفا على موقع اللجنة الأولمبية الدولية (الإنجليزية)
- ميلينا دوتشكوفا على موقع أوليمبيديا (الإنجليزية)
- ميلينا دوتشكوفا على موقع اللجنة الأولمبية التشيكية (التشيكية)